# Keosauqua
Keosauqua és una població dels Estats Units a l'estat d'Iowa. Segons el cens del 2000 tenia 1.066 habitants.

## Demografia
Segons el cens del 2000, Keosauqua tenia 5 habitants, 2 habitatges, i 2 famílies. La densitat de població era de 281,9 habitants/km².
Dels 2 habitatges en un 24,6% hi vivien nens de menys de 18 anys, en un 44,5% hi vivien parelles casades, en un 10,5% dones solteres, i en un 42% no eren unitats familiars. En el 38,5% dels habitatges hi vivien persones soles el 24,8% de les quals corresponia a persones de 65 anys o més que vivien soles. El nombre mitjà de persones vivint en cada habitatge era de 2,1 i el nombre mitjà de persones que vivien en cada família era de 2,77.
Per edats la població es repartia de la següent manera: un 19,9% tenia menys de 18 anys, un 6,1% entre 18 i 24, un 19,5% entre 25 i 44, un 23,1% de 45 a 60 i un 31,4% 65 anys o més.
L'edat mediana era de 49 anys. Per cada 100 dones de 18 o més anys hi havia 73,9 homes.
La renda mediana per habitatge era de 27.833 $ i la renda mediana per família de 37.063 $. Els homes tenien una renda mediana de 25.489 $ mentre que les dones 19.904 $. La renda per capita de la població era de 16.097 $. Entorn del 7,7% de les famílies i el 12,1% de la població estaven per davall del llindar de pobresa.

## Poblacions properes
El següent diagrama mostra les poblacions més properes.